# HMS Uppland (Upd)
HMS Uppland (Upd) är en ubåt i svenska marinen. Den tillhör Gotland-klassen där också ubåtarna HMS Gotland och HMS Halland ingår.

## Halvtidsmodifiering (HTM)
År 2018 togs ubåten in till Saab Kockums i Karlskrona för halvtidsmodifiering. Den 19 juni 2019 sjösattes HMS Uppland igen. Den största synliga förändringen var att skrovet utökades med en ny sektion för skeppsteknisk utrustning. Skrovet förlängdes därmed med 2 meter till 62 meter. Vidare tillfördes ubåten nya sensorer samt ett nytt ledningssystem, där flera av ubåtens system är samma som kommer användas i A26-serien.

HMS Upplands vapen.

## I populärkulturen
Handlingen i skräckromanen "Jakten på död oktober" (2024) av Herman Geijer tilldrar sig på HMS Uppland.

## Bilder

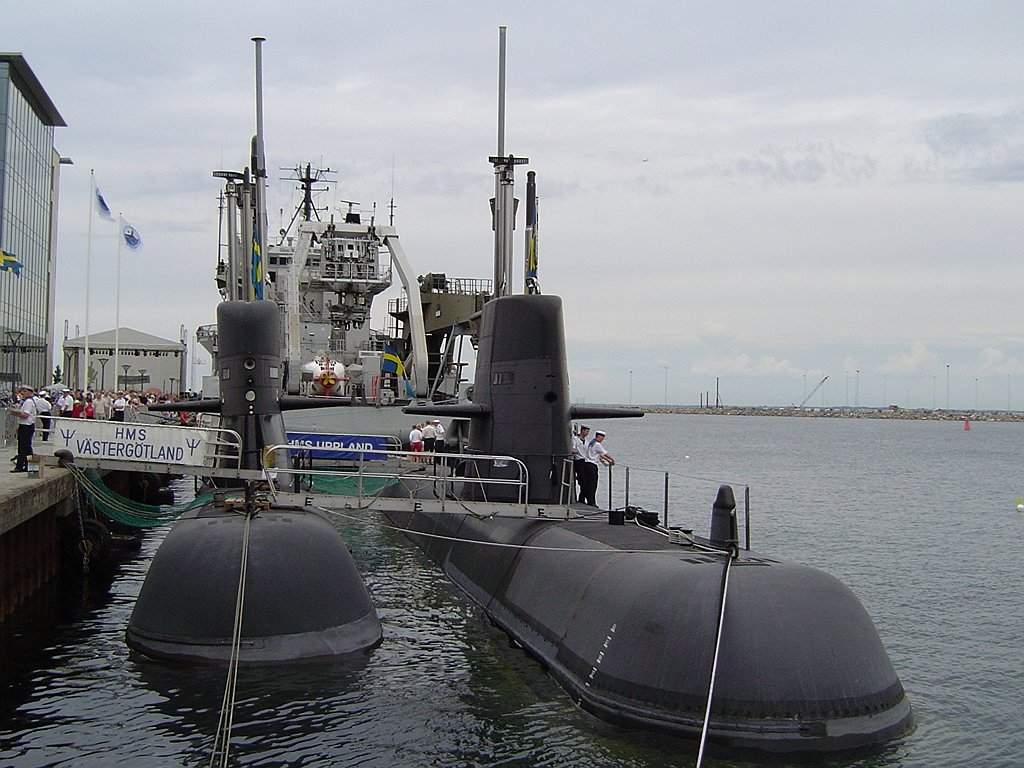
HMS Västergötland och HMS Uppland vid flottbesök i Malmö 2003. I bakgrunden HMS Belos.
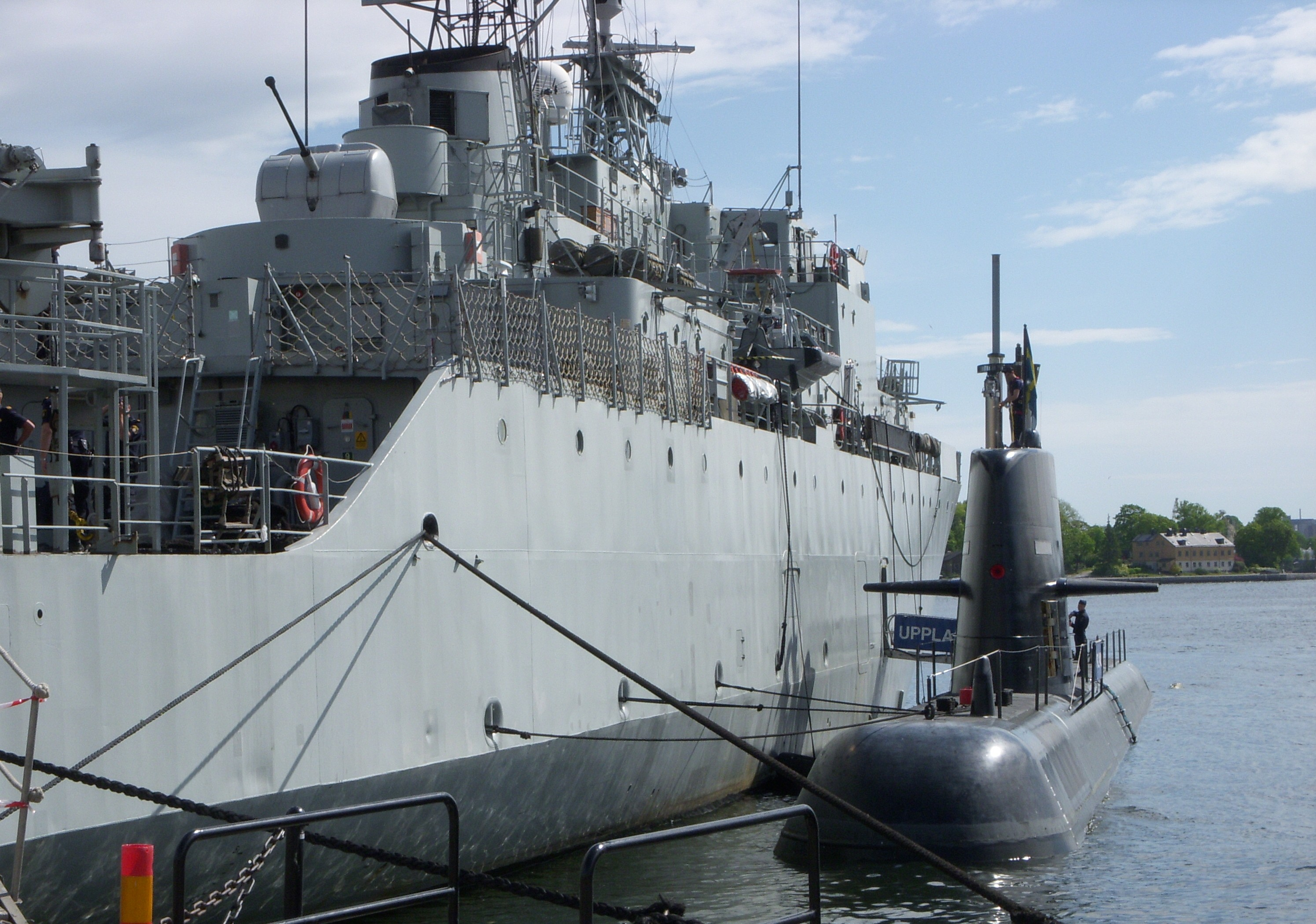
Flottbesök med HMS Uppland och HMS Visborg i Stockholm 2009.
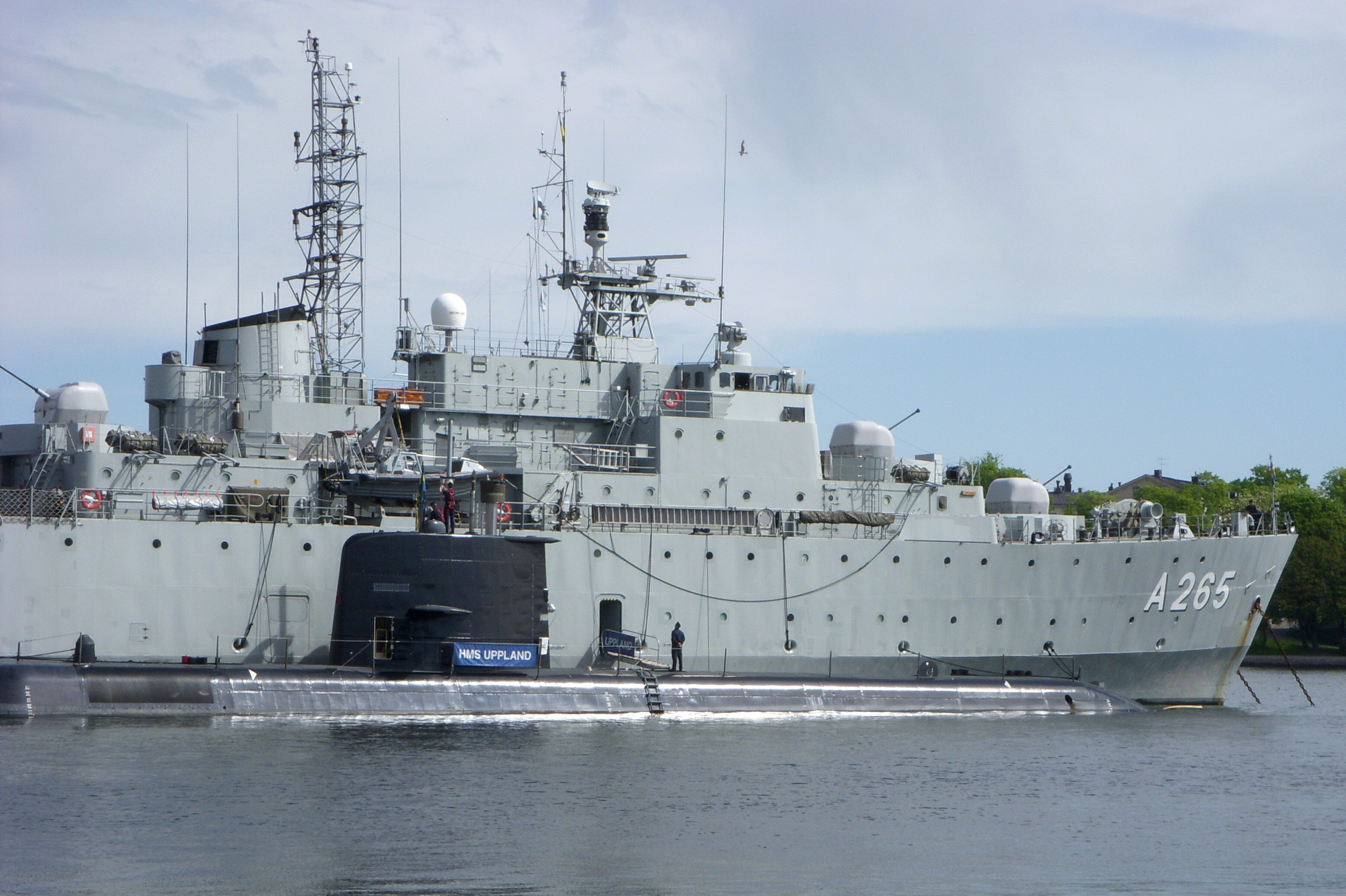
HMS Uppland och HMS Visborg 2009.